# محمد الجناحي
محمد الجناحي (1940 - 20 يونيو 2008 ) ممثل إماراتي ومخرج إذاعي. ومن رواد الفن في الإمارات.

## حياته
بدأ مشواره الفني في عام 1967 وشارك في العديد من المسلسلات التلفزيونية والإذاعية والمسرحية كذالك في العديد من الدول الخليجية والعربية بالإضافة إلى الأعمال التلفزيونية في الإمارات ليصل ما قدمه إلى أكثر من 200 عمل تلفزيوني ما بين مسلسلات وحلقات وسهرات.     

## إشحفان
ومن أشهر وأقدم الأعمال التي قدمها محمد الجناحي للتلفزيون وما زال يعاد بثه على القنوات الفضائية حتى هذا اليوم مسلسل شحفان الذي قدم فيه شخصيه «ماكديت»، وهو من الأعمال التي نالت شهرة كبيرة في الإمارات بالإضافة إلى زميله سلطان الشاعر الذي قدم شخصية «شحفان» ورفيقهما محمد الدرواش (الكراني) وهذا المسلسل كان في 26 حلقة أخذت الطابع الكوميدي الهادف وكان بمثابة انطلاقة للجناحي ورفاقه. ومن أشهر الأعمال التلفزيونية للفنان محمد الجناحي  

## أعماله

### المسلسلات التلفزيونية
- أشحفان
- حاير طاير
- دمعة على الرمال
- مناقصة زواج
- الفطين
- أيام الشتات
- طول عمر وأشبع طماشة
- جواهرالمسلسل البدوي الأردني حقق نجاح كبير جدا
- شمس القوايل
- حظ يانصيب
- صقر الجبل
- آن الأوان [12]
- حريم بوهلال
- الشقيقان
- أيام الصبر
- أحلام السنين
- بوناصر وعياله
- أوراق سجينة
- القضاة في الإسلام
- البيوت أسرار
- الوريث
- سيف نشوان
- محسن الهزاني
- حمود وعبود
- دارت الأيام
- بن سحتوت
- غزو الليث
- بيت صالح السكراب
- درب المحبة
- درب الخطايا
- الدرب البعيد
- رحلة الإنتقام[13]

### المسرحيات
- مسرحية الفار
- كلام الناس
- ثلاث صرخات
- لحظات منسية
- المهاجر
- القضية
- مهاجر بريسبان

### أخرى
- قدم أكثر من 400 عمل إذاعي على مدار 40 سنة.

## روابط خارجية
- محمد الجناحي على موقع IMDb (الإنجليزية)